# Blücher (Schiff, 1913)

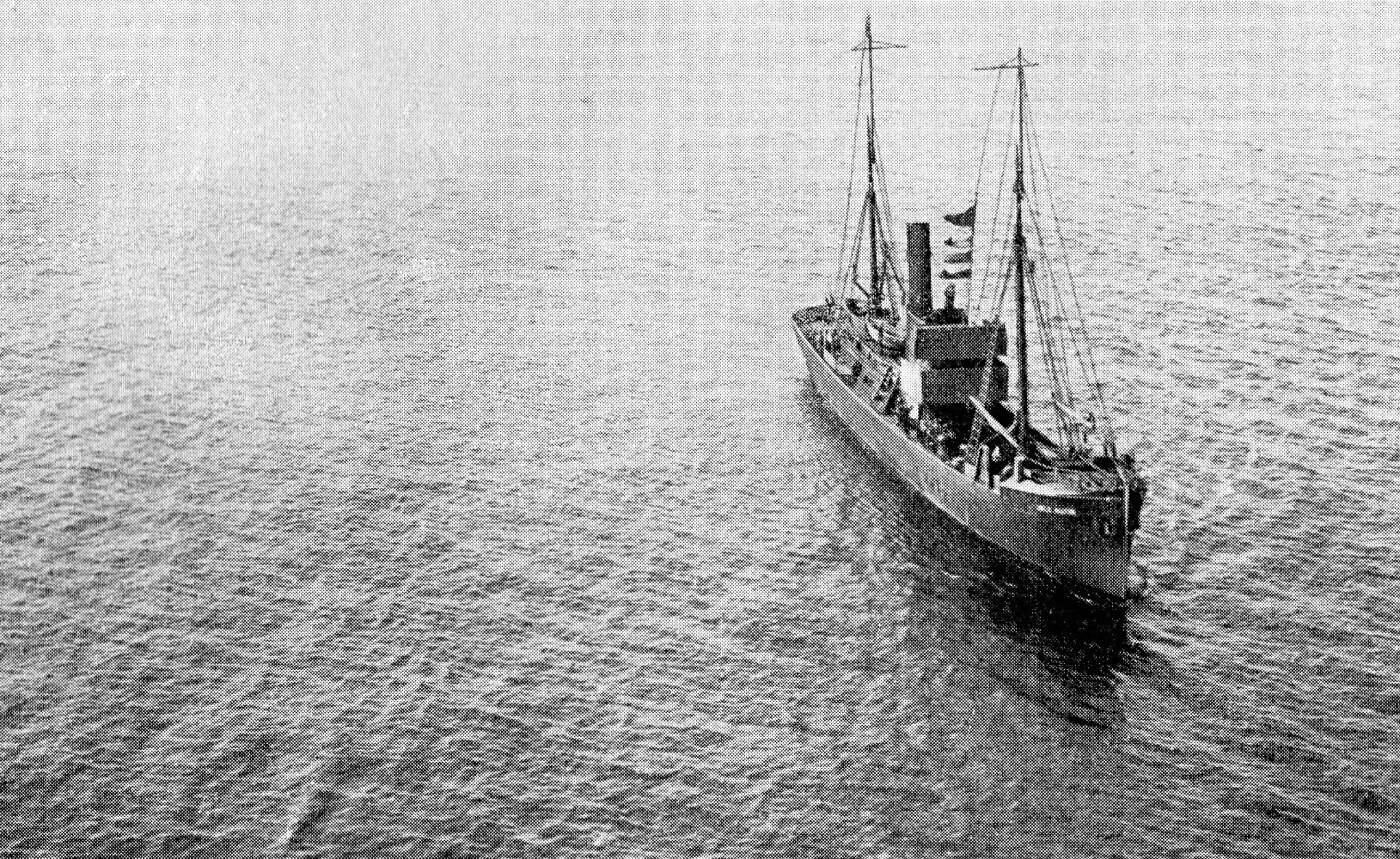
Vorpostenboot der Kaiserliche Marine FRITZ REUTER vom BLÜCHER-Typ circa 1917

Die Blücher war ein deutscher Fischdampfer, der im Ersten Weltkrieg als Hilfsminensuchboot und Geleitboot in der Kaiserlichen Marine diente. Sie war das Typschiff des Blücher-Typs, von dem bis 1920 insgesamt 48 Einheiten hergestellt wurden. Benannt war der Dampfer nach dem preußischen Generalfeldmarschall Gebhard Leberecht von Blücher.

## Geschichte
Die Blücher wurde ab November 1913 mit dem Fischereikennzeichen PG (Preußisch Geestemünde) 178 für die in Geestemünde ansässige Firma F. A. Pust in der Hochseefischerei eingesetzt. 
Offenbar kurz nach Beginn des Ersten Weltkriegs wurde sie von der Kaiserlichen Marine im Rahmen des Kriegsleistungsgesetzes übernommen und ab dem 30. Dezember 1914 als Hilfsminensucher in der Hilfsminensuch-Flottille der Nordsee eingesetzt, ab 1917 in der 2. Geleit-Flottille. Bereits am 26. November 1918, also nur zwei Wochen nach Abschluss des Waffenstillstands von Compiègne, wurde sie an ihren Eigentümer zurückgegeben, um wieder der Hochseefischerei zur Verfügung zu stehen. 
Im Februar 1932 ging der Dampfer in das Eigentum der Gebrüder Kuhr über, behielt jedoch offenbar seine Fischereinummer. Die Blücher sank am 23. Januar 1933 durch Lecksprung bei den Vestmann-Inseln vor Island; soweit bekannt, gab es keine Personalverluste.
Die Blücher war, soweit bekannt, ursprünglich ein Einzelfahrzeug. Sie wurde nach Beginn des Ersten Weltkriegs Muster für den Blücher-Typ der Kaiserlichen Marine, von dem bis 1920 insgesamt 47 weitere Fahrzeuge gebaut wurden, von denen nahezu alle während des Ersten Weltkriegs in der Marine als Vorpostenboote, Hilfsminensucher, Geleitboote oder Hilfsschiffe anderer Art (z. B. Kriegslotsendampfer) zum Einsatz kamen. Sie wurden nach dem Waffenstillstand von Compiègne bzw. dem Friedensvertrag von Versailles sämtlich an die Hochseefischerei zurückgegeben bzw. abgeführt, teilweise jedoch im Zweiten Weltkrieg von der Kriegsmarine erneut als Hilfsschiffe eingesetzt.

## Schwesterschiffe
Vorwärts, Henry P. Newman, Guido Möhring, Senator Sachse, Fischereidirektor Lübbert, Gneisenau, Emma Oetken, Seeadler, Maria Sindt, Peter Deuss, Emma Engel, Geo Plate, Roland, Greta, Scharnhorst, Anna, Seydlitz, Lützow, Präsident Rose, Wümme, Island (seit dem 24. Februar 1921 vor Island verschollen), Caroline Köhne, Bremerhaven, Hamme, Delme, Bussard, Donar, Bürgermeister Pauli, Senator Wessels, Hermann Löns, Fritz Reuter, Claus Groth, Admiral von Schröder, Graf Spee, Falkenhayn, Duisburg, Kontreadmiral Maas, Elberfeld, Barmen, Essen, Großadmiral von Köster, Admiral von Knorr, Admiral von Thomsen, Admiral Graf Baudissin (1934 chinesisch Lien Yung; weiterer Verbleib ungeklärt).
Die Spreeufer, Limburgia und Elberfeld liefen erst 1918–1920 vom Stapel und wurden nicht mehr an die Marine ausgeliefert.

## Abbildung
Eine Rißzeichnung des Blücher-Typs von Franz Mrva ist bei Gröner, Band 8/1, S. 232, abgebildet. 